# Arquiconfraria
Arquiconfraria ou arquiconfraternidade é uma confraria católica habilitada a agregar ou afiliar outras confrarias de mesma natureza e conferir-lhes suas indulgências e privilégios.

## Operação e status
"Ereção canônica" é a aprovação pela autoridade eclesiástica apropriada que concede à organização sua existência legal. Arquiconfrarias não erigem confraternidades, apenas as agregam e, geralmente, cabe ao bispo da diocese a atribuição de erigir novas confrarias.
Porém, no caso de muitas confrarias e arquiconfrarias, o poder de erigir está sob o comando dos líderes de algumas ordens religiosas. Por vezes, os privilégios destes líderes são concedidos pelos bispos e os vigários-gerais não podem erigir novas confraternidades sem uma autorização expressa para isto emitida pelo seu bispo.
A agregação (ou afiliação) pode ser feita apenas por aqueles que receberam da Santa Sé os poderes específicos para isto e utilizando uma fórmula pré-estabelecida. Em uma mesma igreja, apenas uma confraria de mesmo nome e objetivo pode ser agregada e o consentimento do bispo deve ser dado por escrito.
No caso de ordens religiosas agregando suas próprias confrarias em suas próprias igrejas, o consentimento do bispo dado para a criação da casa ou da igreja da ordem é suficiente. O bispo precisa aprovar, mas pode modificar as práticas e regulamentos da confraria a ser agregada, exceto àquelas as quais indulgências foram expressamente anexadas. Apenas estas indulgências são concedidas por agregação e, ainda assim, se tiverem provisão afirmando esta atribuição.

## Exemplos
Algumas das mais conhecidas arquiconfrarias são a Sociedade do Nome de Jesus, a Arquiconfraria do Santíssimo Sacramento, a do Sagrado Coração de Jesus, a Arquiconfraria do Preciosíssimo Sangue de Jesus, a Arquiconfraria da Santa Face de Jesus, a Confraria do Rosário, a Congregação Mariana, a Confraria do Cordão de São Franscisco, a Confraria da Doutrina Cristã, a Confraria Bona Mors, a Arquiconfraria de São Miguel Arcanjo e as Mães Cristãs. 